# جاندار
| Escherichia coli           | Tree fern |
| Ericoid mycorrhizal fungus | Gazelle   |

جانداران سه دسته می‌شوند: پروکاریوت‌ها، یوکاریوتها، آرکی‌ها
جاندار، موجود زنده، اُرگانیسم (به انگلیسی: Organism) و یا اَندامگان، به معنای یک سامانهٔ زنده و پیچیده از اعضا است که با تأثیرشان بر یکدیگر، امکان سازگاری با محیط و تضمین بقا و پایداری کل آن جاندار را فراهم می‌کنند. جاندار در برابر بی‌جان قرار دارد.
واژهٔ ارگانیسم، از واژهٔ یونانی باستان Οργανον با تلفظ organon به معنی ابزار یا وسیله اقتباس شده است.
موجودات زنده با عامل‌های زیر از غیر زنده‌ها متمایز می‌شوند (جانداران همهٔ هشت ویژگی اول را با هم دارند):
(این ویژگی‌ها تنها در حالت طبیعی، سالم و بالغ می‌باشد)
1. نظم و ترتیب
2. هومئوستازی
3. تکوین
4. فرایند جذب و استفاده از انرژی
5. پاسخ به محیط
6. تولیدمثل
7. سازش با محیط

اَندامگان‌ها (جانداران) انواع متنوعی دارند که عبارت‌اند از:
- آرکی‌ها
- پروکاریوت‌ها:
  1. باکتری‌ها
  2. باستانیان
- یوکاریوت‌ها:
  1. آغازیان (مانند جلبک‌ها)
  2. گیاهان
  3. قارچ‌ها
  4. جانوران (شامل انسان‌ها)

## طبیعی، سالم و بالغ
این سه ویژگی را تمامی جانداران ندارند. برای مثال قاطر که از جفت‌گیری خر نر و اسب ماده به‌وجود می‌آید یا یابو که از جفت‌گیری اسب نر و خر ماده به‌وجود می‌آید قابلیت تولید مثل ندارند. این موجود با آنکه جاندار به حساب می‌آید یکی از ویژگی‌های جانداران را ندارد؛ زیرا در حالت طبیعی نیست.
مثال دیگر نوزادان هستند. این‌ها با آنکه جاندارند اما قابلیت تولید مثل ندارند زیرا در حالت بالغ نیستند.